# ترکان خاتون (همسر سعد بن ابوبکر)
ترکان خاتون همسر سعد بن ابوبکر و مادر اتابک محمد بن سعد و خواهر اتابک یزد بود. پس از مرگ پسرش در سال ۶۶۰ هجری ترکان خاتون کارها را زیر نظر داشت و داماد خود را یعنی محمد بن سلغور را که نوادهٔ سعد بن زنگی بود به امارت برداشت اما چندی بعد او را به اتهام افراط در ظلم و عیاشی در رمضان ۶۶۱ هجری برکنار کرد و به اردوی خان مغول روانه داشت. بعد از او هم برادر محمد بن سلغور بنام سلجوقشاه بن سنقر را که در زندان بود بیرون آورد و به امارت نشاند و با او ازدواج کرد.
در مورد مرگ چند روایت وجود دارد نخست اینکه چون سلجوقشاه از تسلط ترکان خاتون بر کارها، نگرانی و ناخرسندی داشت وی را کشت و داعیهٔ استقلال یافت. روایت دیگر اینست که پس از چندی از حکمرانی سلجوقشاه در ۶۰۱ هجری او در حال مستی و به سبب سوءظنی که به همسرش داشت ، فرمان قتل ترکان خاتون را صادر کرد و در نوشتهٔ حمدالله مستوفی آمده، ترکان خاتون در جنگی که سلجوقشاه به خونخواهی برادرش برپا داشت، کشته شد. پس از مرگ ترکان خاتون در جنگی که برای دفع سلجوقشاه بن سنقر و انتقام خون او بر ضد سلجوقشاه و تا حدی به اصرار اتابک یزد که به خونخواهی خواهر خود ترکان خاتون برخاسته بود درگرفت، در سال ۶۶۲ هجری خود او نیز شکست خورد و به قتل رسید. 